# Banco mecánico

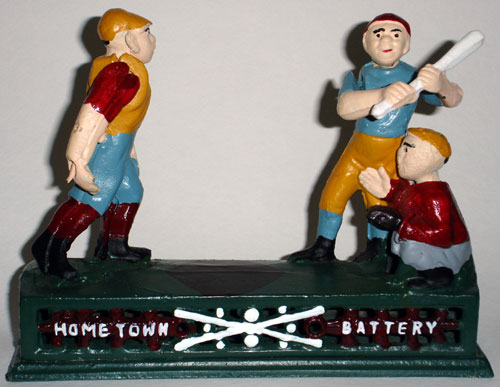
Un ejemplo de un banco mecánico

Las huchas mecánicas son pequeños recipientes con una acción mecánica decorativa, utilizados para almacenar monedas. Originalmente, su propósito era promover el ahorro de dinero entre los niños a mediados del siglo XIX. Los bancos mecánicos, frecuentemente hechos de hierro fundido, solían tener un diseño creativo que representaba eventos históricos, legendarios o cotidianos para aumentar su atractivo. Cada banco realizaba un truco o una acción cuando se dejaba caer una moneda en una ranura y se tiraba de una palanca. Los bancos rápidamente se hicieron populares entre niños y adultos por igual y pronto se convirtieron en un objeto de colección muy buscado.